# Ускрс
Ускрс или Васкрс (стсл. въскрьсъ), по неким крајевима и Велигдан, а код неких православних хришћана још се назива и хришћанска Пасха (грч. Χριστιανικό Πάσχα), а код хришћанске заједнице на Средњем истоку Ускршња недјеља (екав. Ускршња недеља; арап. أحد القيامة), највећи је хришћански празник којим се прославља Bаскрсење из мртвих Исуса Христа, које је у Новом завјету описано да се десило трећег дана после његове смрти, укључујући и дан смрти након његовог распећа од стране Римаљана на Голготи, односно прве недеље послије Великог петка. То је покретни празник и празнује се после јеврејске Пасхе (хебр. pessach) у прву недељу после пуног мјесеца, који пада на сам дан прољећне равнодневнице или непосредно послије ње. Сматра се врхунцем страдања Исуса Христа, којем претходи Велики пост, 40-дневни период поста, молитве и покајања.
Хришћани који поштују Ускрс обично означавају недељу прије њега Великом седмицом, која у западном хришћанству почиње на Цвијети, чиме се обиљежава Исусов улазак у Јерусалим. Седмица укључује Велику сриједу, на којој се оплакује издаја Исуса, а садржи и дане Васкршњег тродневља, укључујући Велики четвртак, сјећање на Велику и Тајну вечеру, као и Велики петак, сјећање на распеће и смрт Исуса и Велику суботу. У источном хришћанству, исти дани и догађаји се обиљежавају називима дана који сви почињу са „Свети“, “Велики“ или „Свети и Велики“; а сам Васкрс се негдје назива „Велика и Света Пасха“, „Васкршња недеља“, „Васкрс“ или „Недеља Васкрса“; у западном хришћанству се недеља прије Ускрса назива Страсна седмица, у коју спада Шпијунска сриједа, Добри или Велики четвртак и петак и Страсна субота. У западном хришћанству, Ускрс, или Ускршња сезона, почиње на Ускрс и траје седам недеља, завршавајући се доласком 50. дана, Недељом Педесетнице. У источном хришћанству, пасхално вријеме се завршава и Педесетницом, али се Велики празник Васкрс напушта 39. дана, дан уочи празника Вазнесења.
Ускрс и с њим повезани празници су покретни празници, који не падају на одређени датум; његов датум се рачуна на основу лунисоларног календара (соларна година плус мјесечева фаза), сличног хебрејском календару. Први Никејски сабор (325. године) успоставио је само два правила, односно независност од хебрејског календара и једнообразност широм свијета. Нису наведени детаљи за прорачун, већ су разрађени у пракси, што је процес који је трајао вјековима и изазвао бројне контроверзе. Долази прве недеље после црквеног пуног мјесеца који наступа 21. марта или најраније после тога. Ако се рачуна на основу грегоријанског календара, датум тог пуног мјесеца понекад се разликује од датума првог астрономског пуног мјесеца после мартовске равнодневице. Код источних хришћана, Васкрс најраније може да буде 4. априла, а најкасније 8. маја, а код западних хришћана увијек буде између 22. марта и 25. априла. Из историјских разлога (да датум Васкрса за све православце одређује Јерусалимска патријаршија, која се и даље држи јулијанског календара), и цркве које иначе користе новојулијански календар, као што су Грчка и Румунска, славе Васкрс по Православној пасхалији (начин одређивања датума празновања Васкрса), и нема везе ни са јулијанским ни са грегоријанским календаром.
У већини европских језика и хришћански Ускрс и јеврејска Пасха називају се истим именом; и у старијим енглеским верзијама Библије такође је термин Ускрс коришћен за превод Пасхе. Енглески термин Easter потиче од саксонског прољећњег фестивала Еостре; Ускрс је по свом називу везан за јеврејску Пасху, због свог поријекла (по поријеклу синоптичких јеванђеља, као и због тога што су се распеће и васкрсење десили током недеље Пасхе) и по великом дјелу своје симболике, као и по положају у календару.
Ускршње традиције варирају у читавом хришћанском свијету и укључују службе изласка сунца или касноноћна бдења, узвике и размјену пасхалних поздрава, украшавање крста цвијећем, ношење ускршњих капа од стране жена, „грљење цркве“ и декорацију и заједничко ломљење ускршњих јаја, што представља симбол празног гроба. Ускршњи љиљан, симбол васкрсења у западном хришћанству, традиционално украшава припрате цркава током Ускрса. Додатни обичаји који су постали повезани са Ускрсом и које практикују и хришћани и неки нехришћани, укључују ускршње параде, заједнички плес (источна Европа), Ускршњег зеца и лов на Ускршња јаја. Постоји и традиционална ускршња храна која се разликује у зависности од региона и културе.

## Етимологија
На латинском и грчком, хришћански празник се звао и још увијек се зове Пасха (грчки: Πασχα), ријеч која потиче од арамејске ријечи פסחא (Paskha), сродне хебрејској ријечи פסח (Pesach). Ријеч је првобитно означавала јеврејски фестивал познат као Пасха, у знак сјећања на излазак Јевреја из ропства у Египту. Још 50-их година 1. вијека апостол Павле је, пишући из Ефеса хришћанима у Коринту, примијенио тај термин на Исуса, а сматра се да је мало вјероватно да су ефески и коринтски хришћани први чули тумачење Изласка 12. говорећи о Исусовој смрти, а не само о јеврејском ритуалу Пасхе. У већини језика, изузеци су германски језици као што је енглески, празник је познат по називима који потичу од грчког и латинског Пасха. Пасха је такође име по коме се у Православној Цркви памти и сам Исус, посебно у вези са његовим васкрсењем и временом његовог празновања. Други празник називају „Недеља Васкрсења“ или „Васкрсење“, по грчком Αναστασις (Анастасис), „дан васкрсења“. Васкрс и васкрсење су црквенословенски називи српске редакције, док су Ускрс и ускрснуће народни облици. У употреби у Србији су још и Воскрес и воскресеније, као црквенословенски називи из руске редакције и Велигдан на југу Србије (призренско-тимочки дијалект).
У јужнословенским и другим источнословенским језицима постоји и назив Велигдан (буг. Великден, стсл. Великъ дьнь), према старом правопису неизједначено Великден, у значењу „велики дан”. Словеначки и западнословенски језици користе назив Велика ноћ, односно Великоноћје (словен. Velika noč, слч. Veľkonočé). Сви називи сем Пасха и Васкрс народног су поријекла.
Савремени енглески израз Easter, сродан са модерним холандским ooster и њемачким Ostern, развио се из староенглеске ријечи која се обично појављује у облику Ēastrun, Ēastron или Ēastran; али и као Ēastru, Ēastro; и Ēastre или Ēostre. Беда је пружио једини документарни извор за етимологију те ријечи, у својој књизи „Рачунању времена“ из осмог вијека. Написао је да је Ēosturmōnaþ (староенглески за мјесец Ēostre, преведен у његово вријеме као „Пасхални мјесец”) енглески мјесец који одговара априлу, за који каже да се некада звао по њиховој богињи по имену Ēostre, у чију су се част у том мјесецу прослављали фестивали и правиле гозбе. У истом речнику се напомиње и да је ова богиња могла да буде и измишљена и да је њено постојање само „могуће”.

## Теолошки значај
Из теолошке перспективе, Ускрс представља најважнији хришћански празник, а њиме се изражава радост због коначне побједе сина Божјег над смрћу и прогонством; њиме се слави Исусово натприродно васкрсење из мртвих, што је једно од главних начела хришћанске вјере. Апостол Павле је написао да је за оне који вјерују у Исусову смрт и васкрсење „смрт прогутана побједом“. Прва посланица Петрова изјављује да је Бог вјерницима дао „ново рођење у живу наду кроз васкрсење Исуса Христа из мртвих“. Хришћанска теологија сматра да, кроз вјеру у Божије дјело, они који прате Исуса духовно ускрсну са њим како би могли да ходају новим начином живота и добију вјечно спасење и да могу да се надају да ће физички васкрснути да би живјели с њим у Царству небеском. По тумачењу неких протестаната, Велики петак представља највећи хришћански празник а не Ускрс, зато што се човјечанство већ Исусовом смрћу, а не његовим васкрснућем ослободило гријехова. Ипак, та теорија негира постојање живота после смрти, пошто Исус по Светом писму смрт побјеђује тек својим васкрснућем. Многи хришћани у томе и виде смисао и значење Ускрса.
Ускрс је везан за Пасху и излазак из Египта забиљежен у Старом завјету кроз Тајну вечеру, патње и распеће Исусово које је претходило васкрсењу. Према три синоптичка јеванђеља, Исус је пасхалном оброку дао ново значење, јер је у горњој соби током Тајне вечере припремао себе и своје ученике за своју смрт. Хљеб и чашу вина је идентификовао као своје тијело које ће ускоро бити жртвовано и своју крв која ће ускоро бити проливена. Апостол Павле је у својој Првој посланици Коринћанима написао: „Ослободите се старог квасца да бисте били нова смјеша без квасца – као што јесте. Јер је Христос, наше пасхално јагње, жртвовано“. То се односи на захтјев у јеврејском закону да Јевреји елиминишу сав хамет или квасац, из својих домова пре Пасхе, као и на алегорију Исуса као пасхалног јагњета.

## Рано хришћанство
Како Јеванђеља тврде да су и распеће и васкрсење Исусово током недеље Пасхе, први хришћани су темпирали обиљежавање годишње прославе васкрсења у односу на Пасху. Директни докази за потпуније формирани хришћански празник Пасхе (Ускрс) почели су да се појављују средином 2. вијека, а сматра се да је најранији сачувани примарни извор који се односи на Ускрс пасхална бесједа из средине 2. вијека, која се приписује Мелитону Сардском, а која карактерише прославу као добро утврђену. Докази за другу врсту хришћанских празника који се понављају сваке године, они који служе за помен мученицима, почели су да се појављују отприлике у исто вријеме када и пасхална бесједа.
Док су се мученички дани (обично појединачни датуми мучеништва) славили на фиксне датуме у локалном соларном календару, датум Ускрса је фиксиран помоћу локалног јеврејског лунисоларног календара. То је у складу са прослављањем Ускрса који је ушао у хришћанство током његовог најранијег, јеврејског периода.
Црквени историчар Сократ Схоластик приписује светковање Ускрса од стране цркве одржавању прехришћанског обичаја, као што су и многи други обичаји успостављени, наводећи да ни Исус ни његови апостоли нису налагали одржавање овог или било ког другог празника. Иако описује детаље прославе Ускрса као да произилазе из локалних обичаја, он инсистира да се сама гозба универзално поштује.

## Датум
Ускрс и празници који су везани за њега су покретни празници, јер не падају на фиксни датум у грегоријанском или јулијанском календару (оба прате циклус сунца и годишњих доба). Умјесто тога, датум Ускрса је одређен на лунисоларном календару сличном хебрејском календару. Први Никејски сабор (325) успоставио је два правила, независност од јеврејског календара и једнообразност широм свијета, што су била једина правила која је изричито поставио Сабор. Нису наведени детаљи за прорачун; они су разрађени у пракси, што је био процес који је трајао вјековима и изазвао бројне контроверзе. Сабор није одредио да Ускрс мора пасти у недељу, али је то већ била пракса скоро свуда.
У западном хришћанству, према грегоријанском календару, Ускрс увијек пада у недељу између 22. марта и 25. априла, у року од око седам дана након астрономског пуног мјесеца. Следећи дан, Ускршњи понедељак, је законски празник у многим земљама са претежно хришћанском традицијом.
Источни православни хришћани базирају израчунавање датума на јулијанском календару. Због тринаестодневне разлике између календара између 1900. и 2099. године, 21. март одговара, током 21. вијека, 3. априлу по грегоријанском календару. Пошто се јулијански календар више не користи као грађански календар у земљама у којима преовлађују источнохришћанске традиције, Ускрс варира између 4. априла и 8. маја по грегоријанском календару. Пошто је јулијански „пун мјесец“ увијек неколико дана послије астрономског пуног мјесеца, Ускрс код источних хришћана је такође често каснији, у односу на видљиве мјесечеве мјене, од Ускрса код западних хришћана.
Код оријенталних православних хришћана, неке цркве су прешле са јулијанског на грегоријански календар, а датум Ускрса, као и за остале фиксне и покретне празнике, исти је као у западној цркви.

### Рачунање датума Ускрса
Године 725. Беда је написао: „Недеља после пуног Мјесеца који пада на или после равнодневице даће законит Ускрс.“ Међутим, то не одражава прецизно црквена правила. Пун мјесец који се помиње, а који се назива пасхални пун мјесец, није астрономски пун мјесец, већ 14. дан лунарног мјесеца. Друга разлика је у томе што је астрономска равнодневица природна астрономска појава, која може да падне 19, 20. или 21. марта, док је црквени датум по договору одређен 21. марта.
Такође, лунарне табеле јулијанског календара заостају за пет дана од грегоријанског календара, па је јулијанско израчунавање пасхалног пуног мјесеца пуних пет дана касније од астрономског пуног мјесеца. Резултат те комбинације соларних и лунарних неслагања је разлика у датуму Ускрса у већини година.
Ускрс се одређује на основу лунисоларних циклуса. Мјесечева година се састоји од 30-дневних и 29-дневних лунарних мјесеци, који се углавном смјењују, са емболијским мјесецом који се повремено додаје како би се лунарни циклус ускладио са соларним циклусом. У свакој соларној години (од 1. јануара до 31. децембра), лунарни мјесец који почиње црквеним младим мјесецом који пада у периоду од 29 дана од 8. марта до 5. априла, одређен је као пасхални лунарни мјесец за ту годину.
Ускрс је трећа недеља у пасхалном лунарном мјесецу, односно то је недеља после 14. дана пасхалног лунарног мјесеца. Четрнаести пасхални лунарни мјесец је по договору одређен као пасхални пун мјесец, иако се 14. у лунарном мјесецу може разликовати од датума астрономског пуног мјесеца до два дана. Пошто црквени млади мјесец пада на датум од 8. марта до 5. априла, пасхални пун мјесец (14. у том лунарном мјесецу) мора да падне на датум од 22. марта до 18. априла.
Грегоријанско израчунавање Ускрса засновано је на методи коју је осмислио калабријски доктор Алојзије Лилије (или Лилио) за прилагођавање епакта Мјесеца, а усвојили су га скоро сви западни хришћани и западне земље које славе Ускрс као национални празник. За Британско царство и колоније, одређивање датума Ускршње недеље коришћењем златних бројева и недељних слова дефинисано је Законом о календару (новог стила) из 1750. са његовим Анексом. То је дизајнирано да се тачно поклопи са грегоријанским прорачуном.

### Контроверзе око датума
Тачан датум Ускрса повремено је био предмет спора. До друге половине 2. вијека, било је широко прихваћено да је прослава празника била пракса ученика и неоспорна традиција. Квартодециманска полемика, прва од неколико ускршњих контроверзи, настала је у вези са датумом обиљежавања празника.
Израз „квартодециманац“ се односи на праксу окончања поста на 14. нисан по хебрејском календару, који се назива „господња Пасха“. Према црквеном историчару Јевсевију, квартодециманац Поликарп (епископ Смирне, по традицији ученик апостола Јована) расправљао је о том питању са папом Аницетом (епископом Рима). Римска провинција Азија била је квартодециманска, док су римске и александријске цркве наставиле пост до следеће недеље (недеља бесквасних хљебова), желећи да Ускрс повежу са недељом. Ни Поликарп ни Аницет нису убјеђивали један другога, али такође ту ствар нису сматрали расколничком, растајући се у миру и остављајући питање неријешеним.
Контроверза је настала када је папа Виктор I, епископ Рима генерацију послије Аницета, покушао да изопшти Поликрата Ефешког и све друге епископе Азије због њиховог квартодециманизма. Према Јевсевију, сазвано је неколико синода да би се позабавиле том контроверзом, за које је он сматрао да су све донесене у прилог прославе Ускрса у недељу. Поликрат (око 190. године) је писао Виктору у одбрани антике азијског квартодециманизма. Викторов покушај изопштења је вјероватно био укинут, а двије стране су се помириле на интервенцију епископа Иринеја Лионског и других, који су Виктора подсјетили на толерантни преседан папе Аницета.
Сматра се да се квартодециманизам задржао у 4. вијеку, када је Сократ Схоластик забиљежио да је неким квартодециманима Јован Златоусти одузео цркве и да је неке малтретирао Несторија.
Није познато колико је трајала пракса 14. нисана, али и они који су пратили прослављање Ускрса на тај дан и они који су Ускрс одредили за следећу недељу, имали су заједнички обичај да се консултују са својим јеврејским сусједима да сазнају када ће пасти мјесец нисан и да у складу са тим одреде свој празник. До краја 3. вијека, неки хришћани су почели да изражавају незадовољство обичајем да се ослањају на јеврејску заједницу да одреди датум Ускрса. Главна притужба је била да су јеврејске заједнице понекад гријешиле у одређивању Пасхе прије прољећне равнодневице на сјеверној хемисфери. Пасхална трпеза на Сардици потврђује те жалбе, јер указује да су Јевреји неког источномедитеранског града (вјероватно Антиохије) у више наврата фиксирали 14. нисан на датуме много прије прољећне равнодневице.
Због незадовољства ослањањем на јеврејски календар, неки хришћани су почели да експериментишу са независним прорачунима, док су други вјеровали да уобичајена пракса консултовања Јевреја треба да се настави, чак и ако су јеврејски прорачуни били погрешни. Јевсевије је написао да је Дионисије, епископ Александрије, предложио осмогодишњи ускршњи циклус и цитирао је писмо Анатолија, епископа Лаодикије, које се односи на циклус од 19 година. Пронађен је осмогодишњи циклус исписан на статуи откопаној у Риму у 17. вијеку, која датира из 3. вијека.

### Први Никејски сабор
Контроверзу између оних који су се залагали за независна рачунања и оних који су жељели да наставе са обичајем ослањања на јеврејски календар, формално је разријешио Први Никејски сабор 325. године, на којем је одобрен прелазак на независно рачунање од стране хришћанске заједнице како би славили заједнички. То је практично захтијевало напуштање старог обичаја консултовања јеврејске заједнице на оним мјестима гдје се и даље практиковао. Епифаније Кипарски је написао средином 4. вијека:
цар [...] је сазвао сабор од 318 епископа [...] у граду Никеји [...] Они су на сабору поред тога донијели и одређене црквене каноне и у исто вријеме одредили се у погледу Пасхе [тј. Ускрса] да мора постојати једна једнодушна сагласност о прослављању светог и узвишеног дана Божијег. Јер људи су то различито посматрали; неки су га задржали рано, неки између [спорних датума], али други касно. И једном рјечју, тада се водила велика полемика.
Канони и проповједи који осуђују обичај рачунања датума Ускрса на основу јеврејског календара указују на то да тај обичај (који историчари називају „протопасхитом“) није замро одједном, већ је опстао неко вријеме након Никејског сабора. .
Дионисије Мали и други који су га пратили, тврдили су да је 318 епископа окупљених у Никеји одредило посебан метод за одређивање датума Ускрса; каснија учења су оповргла ту традицију. У годинама након сабора, рачунски систем који је разрадила Александријска црква постао је нормативан. Александријски систем, није одмах усвојен у цијелој хришћанској Европи. Након трактата епископа Августалиса De ratione Paschae (О мјерењу Ускрса), Рим је повукао ранији осмогодишњи циклус у корист Августалисовог 84-годишњег лунисоларног календарског циклуса, који је користио до 457. године, а затим је прешао на адаптацију Александријског система од стране Викторијуса Аквитанског.
Због тога што се викторијански циклус разликовао од неизмијењеног александријског циклуса по датумима неких од пасхалних пуних мјесеци и зато што је настојао да поштује римски обичај да се Ускрс фиксира за недељу у недељи од 16. до 22. лунарног мјесеца (умјесто од 15. до 21. као у Александрији), обезбјеђивањем алтернативних „латинских“ и „грчких“ датума у неким годинама, наставиле су се повремене разлике у датуму Ускрса како је утврђено Александријским правилима. Александријска правила су усвојена на Западу по таблицама Дионисија Малог 525. године.
Рани хришћани у Британији и Ирској такође су користили циклус од 84 године. Од 5. вијека па надаље, тај циклус је своју равнодневицу поставио на 25. март и фиксирао Ускрс за недељу која пада од 14. до 20. лунарног мјесеца. Тај 84-годишњи циклус замијењен је александријском методом током 7. и 8. вијека. Цркве у западној континенталној Европи користиле су касноримски метод све до касног 8. вијека за вријеме владавине Карла Великог, када су коначно усвојиле александријски метод. Од 1582. године, када је Римокатоличка црква усвојила грегоријански календар, док је већина Европе користила јулијански календар, датум када се слави Ускрс поново се разликује.
Грчко острво Сирос, чије је становништво готово подједнако подијељено између католика и православаца, једно је од ријетких мјеста гдје двије цркве дијеле заједнички датум Ускрса, при чему католици прихватају православни датум, што је пракса која значајно помаже у одржавању добрих односа између двије заједнице. Насупрот томе, православни хришћани у Финској славе Ускрс према западнохришћанском датуму.

### Предложене реформе датума
У 20. и 21. вијеку, одређени појединци и институције су предлагали промјену начина израчунавања датума за Ускрс, а најистакнутији приједлог је недеља послије друге суботе у априлу. Упркос томе што су имали одређену подршку, приједлози за реформу датума нису спроведени. Православни конгрес источно-православних епископа, који је укључивао представнике углавном цариградског и српског патријарха, састао се у Константинопољу 1923. године, гдје су епископи пристали на ревидирани јулијански календар.
Првобитни облик овог календара би одредио Ускрс коришћењем прецизних астрономских прорачуна заснованих на меридијану Јерусалима. Ипак, све православне земље које су касније усвојиле ревидирани јулијански календар усвојиле су само онај дио ревидираног календара који се односио на празнике који падају на фиксне датуме у јулијанском календару. Ревидирани ускршњи прорачун који је био дио првобитног споразума из 1923. никада није трајно примијењен ни у једној православној епархији.
У Уједињеном Краљевству, Парламент је усвојио Ускршњи закон из 1928. којим се мијења датум Ускрса тако да буде прва недеља послије друге суботе у априлу (или недеља у периоду од 9. до 15. априла). Закон ипак није примијењен, иако је остао у статуту и могао би да се примијени уз одобрење различитих хришћанских цркава.
На самиту у Алепу, у Сирији, 1997. године, Свјетски савјет цркава (WCC) предложио је реформу у рачунању Ускрса која би замијенила садашње различите праксе рачунања савременим научним сазнањима, узимајући у обзир стварне астрономске примјере прољећне равнодневице и пуног мјесеца на основу меридијана Јерусалима, а такође се придржава традиције да Ускрс буде у недељу послије пуног мјесеца. Препоручене промјене Свјетског савјета цркава би заобишле календарска питања и елиминисале разлику у датуму између источне и западне цркве. Реформа је предложена за примјену почевши од 2001. године, и упркос поновљеним позивима на реформу, није на крају усвојена од стране ниједног члана.
У јануару 2016. године, Англиканска заједница, Коптска православна црква, Грчка православна црква и Римокатоличка црква поново су разматрале договор о заједничком, универзалном датуму за Ускрс, док су такође поједноставиле рачунање тог датума, било друге или треће недеље у априлу као популаран избор.
Цариградски патријарх је у новембру 2022. године изјавио да су почели разговори између Римокатоличке цркве и православних цркава о одређивању заједничког датума за прославу Ускрса. Очекује се да ће споразум бити постигнут за 1700. годишњицу Никејског сабора 2025. године.

### Табела датума Ускрса по грегоријанском и јулијанском календару
| Датуми када се слави Ускрс, 2000—2040. (грегоријански календар) | Датуми када се слави Ускрс, 2000—2040. (грегоријански календар) | Датуми када се слави Ускрс, 2000—2040. (грегоријански календар) |
| год.                                                            | западни хришћани                                                | источни хришћани                                                |
| --------------------------------------------------------------- | --------------------------------------------------------------- | --------------------------------------------------------------- |
| 2000.                                                           | 23. април                                                       | 30. април                                                       |
| 2001.                                                           | 15. април                                                       | 15. април                                                       |
| 2002.                                                           | 31. март                                                        | 5. мај                                                          |
| 2003.                                                           | 20. април                                                       | 27. април                                                       |
| 2004.                                                           | 11. април                                                       | 11. април                                                       |
| 2005.                                                           | 27. март                                                        | 1. мај                                                          |
| 2006.                                                           | 16. април                                                       | 23. април                                                       |
| 2007.                                                           | 8. април                                                        | 8. април                                                        |
| 2008.                                                           | 23. март                                                        | 27. април                                                       |
| 2009.                                                           | 12. април                                                       | 19. април                                                       |
| 2010.                                                           | 4. април                                                        | 4. април                                                        |
| 2011.                                                           | 24. април                                                       | 24. април                                                       |
| 2012.                                                           | 8. април                                                        | 15. април                                                       |
| 2013.                                                           | 31. март                                                        | 5. мај                                                          |
| 2014.                                                           | 20. април                                                       | 20. април                                                       |
| 2015.                                                           | 5. април                                                        | 12. април                                                       |
| 2016.                                                           | 27. март                                                        | 1. мај                                                          |
| 2017.                                                           | 16. април                                                       | 16. април                                                       |
| 2018.                                                           | 1. април                                                        | 8. април                                                        |
| 2019.                                                           | 21. април                                                       | 28. април                                                       |
| 2020.                                                           | 12. април                                                       | 19. април                                                       |
| 2021.                                                           | 4. април                                                        | 2. мај                                                          |
| 2022.                                                           | 17. април                                                       | 24. април                                                       |
| 2023.                                                           | 9. април                                                        | 16. април                                                       |
| 2024.                                                           | 31. март                                                        | 5. мај                                                          |
| 2025.                                                           | 20. април                                                       | 20. април                                                       |
| 2026.                                                           | 5. април                                                        | 12. април                                                       |
| 2027.                                                           | 28. март                                                        | 2. мај                                                          |
| 2028.                                                           | 16. април                                                       | 16. април                                                       |
| 2029.                                                           | 1. април                                                        | 8. април                                                        |
| 2030.                                                           | 21. април                                                       | 28. април                                                       |
| 2031.                                                           | 13. април                                                       | 13. април                                                       |
| 2032.                                                           | 28. март                                                        | 2. мај                                                          |
| 2033.                                                           | 17. април                                                       | 24. април                                                       |
| 2034.                                                           | 9. април                                                        | 9. април                                                        |
| 2035.                                                           | 25. март                                                        | 29. април                                                       |
| 2036.                                                           | 13. април                                                       | 20. април                                                       |
| 2037.                                                           | 5. април                                                        | 5. април                                                        |
| 2038.                                                           | 25. април                                                       | 25. април                                                       |
| 2039.                                                           | 10. април                                                       | 17. април                                                       |
| 2040.                                                           | 1. април                                                        | 6. мај                                                          |

### Грегоријански
Напомена: датуми су дати по грегоријанском календару
- 1875. 25. април
- 1876. 16. април
- 1877. 8. април
- 1878. 28. април
- 1879. 13. април
- 1880. 2. мај
- 1881. 24. април
- 1882. 9. април
- 1883. 29. април
- 1884. 20. април
- 1885. 5. април
- 1886. 25. април
- 1887. 17. април
- 1888. 6. мај
- 1889. 21. април
- 1890. 13. април
- 1891. 3. мај
- 1892. 17. април
- 1893. 9. април
- 1894. 29. април
- 1895. 14. април
- 1896. 5. април
- 1897. 25. април
- 1898. 17. април
- 1899. 30. април
- 1900. 22. април
- 1901. 14. април
- 1902. 27. април
- 1903. 19. април
- 1904. 10. април
- 1905. 30. април
- 1906. 15. април
- 1907. 5. мај
- 1908. 26. април
- 1909. 11. април
- 1910. 1. мај
- 1911. 23. април
- 1912. 7. април
- 1913. 27. април
- 1914. 19. април
- 1915. 4. април
- 1916. 23. април
- 1917. 15. април
- 1918. 5. мај
- 1919. 20. април
- 1920. 11. април
- 1921. 1. мај
- 1922. 16. април
- 1923. 8. април
- 1924. 27. април
- 1925. 19. април
- 1926. 2. мај
- 1927. 24. април
- 1928. 15. април
- 1929. 5. мај
- 1930. 20. април
- 1931. 12. април
- 1932. 1. мај
- 1933. 16. април
- 1934. 8. април
- 1935. 28. април
- 1936. 12. април
- 1937. 2. мај
- 1938. 24. април
- 1939. 9. април
- 1940. 28. април
- 1941. 20. април
- 1942. 5. април
- 1943. 25. април
- 1944. 16. април
- 1945. 6. мај
- 1946. 21. април
- 1947. 13. април
- 1948. 2. мај
- 1949. 24. април
- 1950. 9. април
- 1951. 29. април
- 1952. 20. април
- 1953. 5. април
- 1954. 25. април
- 1955. 17. април
- 1956. 6. април
- 1957. 21. април
- 1958. 13. април
- 1959. 3. мај
- 1960. 17. април
- 1961. 9. април
- 1962. 29. април
- 1963. 14. април
- 1964. 3. мај
- 1965. 25. април
- 1966. 10. април
- 1967. 30. април
- 1968. 21. април
- 1969. 13. април
- 1970. 26. април
- 1971. 18. април
- 1972. 9. април
- 1973. 29. април
- 1974. 14. април
- 1975. 4. мај
- 1976. 25. април
- 1977. 10. април
- 1978. 30. април
- 1979. 22. април
- 1980. 6. април
- 1981. 26. април
- 1982. 18. април
- 1983. 8. мај
- 1984. 22. април
- 1985. 14. април
- 1986. 4. мај
- 1987. 19. април
- 1988. 10. април
- 1989. 30. април
- 1990. 15. април
- 1991. 7. април
- 1992. 26. април
- 1993. 18. април
- 1994. 1. мај
- 1995. 23. април
- 1996. 14. април
- 1997. 27. април
- 1998. 19. април
- 1999. 11. април
- 2000. 30. април
- 2001. 15. април
- 2002. 5. мај
- 2003. 27. април
- 2004. 11. април
- 2005. 1. мај
- 2006. 23. април
- 2007. 8. април
- 2008. 27. април
- 2009. 19. април
- 2010. 4. април
- 2011. 24. април
- 2012. 15. април
- 2013. 5. мај
- 2014. 20. април
- 2015. 12. април
- 2016. 1. мај
- 2017. 16. април
- 2018. 8. април
- 2019. 28. април
- 2020. 19. април
- 2021. 2. мај
- 2022. 24. април
- 2023. 16. април
- 2024. 5. мај
- 2025. 20. април
- 2026. 12. април
- 2027. 2. мај
- 2028. 16. април
- 2029. 8. април
- 2030. 28. април
- 2031. 13. април
- 2032. 2. мај
- 2033. 24. април
- 2034. 9. април
- 2035. 29. април
- 2036. 20. април
- 2037. 5. април
- 2038. 25. април
- 2039. 17. април
- 2040. 6. мај
- 2041. 21. април
- 2042. 13. април
- 2043. 3. мај
- 2044. 24. април
- 2045. 9. април
- 2046. 26. април
- 2047. 21. април
- 2048. 5. април
- 2049. 25. април
- 2050. 17. април
- 2051. 7. мај
- 2052. 21. април
- 2053. 13. април
- 2054. 3. мај

### Јулијански
Напомена: датуми су дати по јулијанском календару
- 1875. 13. април
- 1876. 4. април
- 1877. 27. март
- 1878. 16. април
- 1879. 1. април
- 1880. 20. април
- 1881. 12. април
- 1882. 28. март
- 1883. 17. април
- 1884. 8. април
- 1885. 24. март
- 1886. 13. април
- 1887. 5. април
- 1888. 24. април
- 1889. 9. април
- 1890. 1. април
- 1891. 21. април
- 1892. 5. април
- 1893. 28. март
- 1894. 17. април
- 1895. 2. април
- 1896. 24. март
- 1897. 13. април
- 1898. 5. април
- 1899. 18. април
- 1900. 9. април
- 1901. 1. април
- 1902. 14. април
- 1903. 6. април
- 1904. 28. март
- 1905. 17. април
- 1906. 2. април
- 1907. 22. април
- 1908. 13. април
- 1909. 29. март
- 1910. 18. април
- 1911. 10. април
- 1912. 25. март
- 1913. 14. април
- 1914. 6. април
- 1915. 22. март
- 1916. 10. април
- 1917. 2. април
- 1918. 22. април
- 1919. 7. април
- 1920. 29. март
- 1921. 18. април
- 1922. 3. април
- 1923. 26. март
- 1924. 14. април
- 1925. 6. април
- 1926. 19. април
- 1927. 11. април
- 1928. 2. април
- 1929. 22. април
- 1930. 7. април
- 1931. 30. март
- 1932. 18. април
- 1933. 3. април
- 1934. 26. март
- 1935. 15. април
- 1936. 30. март
- 1937. 19. април
- 1938. 11. април
- 1939. 27. март
- 1940. 15. април
- 1941. 7. април
- 1942. 23. март
- 1943. 12. април
- 1944. 3. април
- 1945. 23. април
- 1946. 8. април
- 1947. 31. март
- 1948. 19. април
- 1949. 11. април
- 1950. 27. март
- 1951. 16. април
- 1952. 7. април
- 1953. 23. март
- 1954. 7. април
- 1955. 4. април
- 1956. 23. април
- 1957. 8. април
- 1958. 31. март
- 1959. 20. април
- 1960. 4. април
- 1961. 27. март
- 1962. 16. април
- 1963. 1. април
- 1964. 20. април
- 1965. 12. април
- 1966. 28. март
- 1967. 17. април
- 1968. 8. април
- 1969. 31. март
- 1970. 13. април
- 1971. 5. април
- 1972. 27. март
- 1973. 16. април
- 1974. 1. април
- 1975. 21. април
- 1976. 12. април
- 1977. 28. март
- 1978. 17. април
- 1979. 9. април
- 1980. 24. март
- 1981. 13. април
- 1982. 5. април
- 1983. 25. април
- 1984. 9. април
- 1985. 1. април
- 1986. 21. април
- 1987. 6. април
- 1988. 28. март
- 1989. 17. април
- 1990. 2. април
- 1991. 25. март
- 1992. 13. април
- 1993. 5. април
- 1994. 18. април
- 1995. 10. април
- 1996. 1. април
- 1997. 14. април
- 1998. 6. април
- 1999. 29. март
- 2000. 17. април
- 2001. 2. април
- 2002. 23. април
- 2003. 14. април
- 2004. 29. март
- 2005. 18. април
- 2006. 10. април
- 2007. 26. март
- 2008. 14. април
- 2009. 6. април
- 2010. 22. март
- 2011. 6. април
- 2012. 2. април
- 2013. 22. април
- 2014. 7. април
- 2015. 30. март
- 2016. 18. април
- 2017. 3. април
- 2018. 26. март
- 2019. 15. април
- 2020. 6. април
- 2021. 19. април
- 2022. 11. април
- 2023. 3. април
- 2024. 22. април
- 2025. 7. април
- 2026. 30. март
- 2027. 19. април
- 2028. 3. април
- 2029. 26. март
- 2030. 15. април
- 2031. 31. март
- 2032. 19. април
- 2033. 11. април
- 2034. 27. март
- 2035. 16. април
- 2036. 7. април
- 2037. 23. март
- 2038. 12. април
- 2039. 4. март
- 2040. 23. април
- 2041. 8. април
- 2042. 31. март
- 2043. 20. април
- 2044. 11. април
- 2045. 27. март
- 2046. 16. април
- 2047. 8. април
- 2048. 23. март
- 2049. 12. април
- 2050. 4. април
- 2051. 24. март
- 2052. 8. април
- 2053. 31. март
- 2054. 20. април

## Положај у црквеној години

### Западно хришћанство
У већини огранака западног хришћанства Ускрсу претходи Велики пост, период покајања који почиње на Чисту сриједу, траје 40 дана (не рачунајући недеље) и често се обиљежава постом. Недеља прије Ускрса, позната као Страсна недеља, је важно вријеме за посматраче да обиљеже посљедњу недељу Исусовог живота на земљи. Недеља прије Ускрса је Цвијетна недеља, а сриједа прије Ускрса је позната као шпијунска сриједа (или Велика сриједа). Последња три дана пред Ускрс су Велики четвртак, Велики петак и Велика субота (понекад се назива и Тиха субота).
Цвијетна недеља, Велики четвртак и Велики петак обиљежавају Исусов улазак у Јерусалим, Тајну вечеру и распеће. Велики четвртак, Велики петак и Велика субота се понекад називају Ускршњим тродневљем (латински за „три дана“). Многе цркве почињу да славе Ускрс касно увече током Велике суботе на служби званој Ускршње бденије.
Недеља која почиње Ускршњом недељом назива се Ускршња недеља или Осмодневница Ускрса, а сваком дану је предговор „Ускрс“, нпр. Ускршњи понедељак (у многим земљама државни празник), Ускршњи уторак (много мање распрострањен државни празник), итд. Ускршња субота је субота послије Ускршње недеље. Дан уочи Ускрса правилно се назива Велика субота. Ускрс, или Пасхалтида, доба Ускрса, почиње на Ускршњу недељу и траје до дана празника Духова, који се назива и Педесетница, седам недеља касније.

### Источно хришћанство
У источном хришћанству, духовна припрема за Ускрс или Пасху почиње Великим постом, који почиње на чисти понедељак и траје 40 дана непрекидно (укључујући недеље). Велики пост завршава се у петак, а наредног дана је Лазарева субота. Вечерње које почиње Лазаревом суботом званично приводи крају Велики пост, иако се пост наставља током следеће недеље.
Пасхално бденије почиње Поноћницом, која је последња служба Великопосног триода и темпирана је тако да се завршава нешто прије поноћи на Велику суботу увече. У поноћ почиње и сама Ускршња слава, која се састоји од пасхалних јутрења, пасхалних часова и пасхалне божанске литургије.
Литургијски период од Ускрса до Недеље Свих Светих (недеља послије Педесетнице), познат је као Пентекостарион („50 дана“). Недеља која почиње на Ускрс зове се Свијетла недеља, у којој нема поста ни током сриједе и петка. Период послије Ускрса траје 39 дана, са аподозом (опуштање) на дан уочи празника Вазнесења Господњег. Недеља Духова је 50. дан од Ускрса, а рачуна се закључно са тим даном. У Пентекостариону који је објавио Апостолик Дијаконија из Цркве Грчке, велики празник Педесетница је забиљежен у синаксарском дјелу Јутрења као 8. недеља Ускрса, али пасхални поздрав „Христос васкрсе!“ се више не размјењује међу вјерницима послије Пасхалне Аподозе.

## Литургијско држање

### Западно хришћанство
Ускршњи празник се одржава на много различитих начина међу западним хришћанима. Традиционално, литургијско свјетковање Ускрса, како се практикује међу римокатолицима, лутеранима, као и неким англиканима, почиње у ноћи Велике суботе Васкршњим бденијем које прати древну литургију која укључује симболе свјетлости, свијећа и воде и бројних читања из Старог и Новог завјета.
Службе се настављају на Ускрс, а у неким земљама и на Ускршњи понедељак. У парохијама Моравске цркве, као и неким другим вјероисповијестима као што су Методистичке цркве, постоји традиција Ускршњих служби изласка сунца, која често почиње на гробљима у знак сјећања на библијски наратив у Јеванђељу, или на другим мјестима. на отвореном гдје се види излазак сунца.
У неким традицијама, ускршње службе обично почињу пасхалним поздравом: "Христос васкрсе!" Одговор је: „Ваистину васкрсе. Алилуја!“

### Источно хришћанство
Источни православци, источни католици и лутерани византијског обреда имају сличан нагласак на Ускрсу у својим календарима, а многи њихови литургијски обичаји су веома слични.
Код источних хришћана, припрема за Ускрс почиње временом Великог поста, који почиње у Чисти понедељак. Иако је крај Великог поста Лазарева субота, пост не престаје до Ускршње недеље. Православна служба почиње у суботу касно увече, поштујући јеврејску традицију, те вечери почињу литургијски празници.
Црква је замрачена, тада свјештеник у поноћ пали свијећу која представља васкрсење Исуса Христа. Олтарски послужитељи пале додатне свијеће, са процесијом која се креће три пута око цркве да би представљала три дана у гробу. Служба се наставља рано у недељу ујутру, уз гозбу којом се пост завршава. Додатна служба се одржава касније тог дана на Ускрс.

### Остале хришћанске групе
Многи пуританци су традиционалне празнике успостављене од стране Англиканске цркве, као што су Дан Свих светих и Ускрс, сматрали одвратним, јер их Библија не помиње. Конзервативне реформисане деноминације као што су Слободна презбитеријанска црква Шкотске и Реформисана презвитеријанска црква Сјеверне Америке такође одбацују прославу Ускрса као кршење регулативног принципа богослужења и онога што виде као његово небиблијско поријекло.
Чланови Вјерског друштва пријатеља (квекера), као дио свог историјског свједочанства о временима и годишњим добима, не славе Ускрс или било које традиционалне празнике установљене од стране Цркве, вјерујући умјесто тога да је „сваки дан Господњи“, као и то да уздизање једног дана изнад других сугерише да је прихватљиво чинити нехришћанска дјела другим данима. Током 17. и 18. вијека, квекери су били прогањани због непрослављања Светих дана.
Групе као што је Обновљена Божја црква одбацују прославу Ускрса, сматрајући да потиче од паганског прољећног фестивала који је усвојила Римокатоличка црква.
Јеховини свједоци имају сличан став, одржавајући годишњу комеморативну службу Тајне вечере и накнадно погубљење Христа увече 14. нисана (док рачунају датуме изведене из лунарног хебрејског календара). Многи га обично називају једноставно „Меморијал“. Јеховини свједоци вјерују да стихови као што су Лука 22:19–20 и 1. посланица Коринћанима 11:26 представљају заповијест да се сјећа Христове смрти, али не и васкрсења.

## Прославе и обичаји широм свијета
У земљама у којима је хришћанство државна религија или у земљама са великом хришћанском популацијом, Ускрс је често државни празник. Како Ускрс увијек пада у недељу, многе земље у свијету такође признају Ускршњи понедељак као државни празник. Неке малопродајне радње, тржни центри и ресторани затворени су на Ускрс. Велики петак, који је два дана прије Ускршње недеље, такође је државни празник у многим земљама, као и у 12 америчких држава. Чак и у државама у којима Велики петак није празник, многе финансијске институције, берзе и јавне школе су затворене; неколико банака које су нормално отворене недељом затворено је на Ускрс.
У нордијским земљама, Велики петак, Ускршња недеља и Ускршњи понедељак су државни празници, а Велики петак и Ускршњи понедељак су нерадни дани. У Данској, Исланду и Норвешкој, Велики четвртак је такође државни празник. То је празник за већину радника, осим оних који раде у неким тржним центрима који раде по пола дана. Многа предузећа дају својим запосленима скоро недељу дана одмора, што се назива ускршњи распуст. Школе су затворене између Цвијетне недеље и Ускршњег понедељка. Према анкети из 2014. године, 6 од 10 Норвежана путује током Ускрса, често у викендицу на селу; 3 од 10 је рекло да њихов типичан Ускрс укључује скијање.
У Холандији су и Ускршња недеља и Ускршњи понедељак државни празници. Као и први и други Бадњи дан, оба се сматрају недељом, што резултира првом и другом ускршњом недељом, након чега се недеља наставља на уторак.
У Грчкој се традиционално обиљежавају државни празници Велики петак и субота, као и Ускршња недеља и понедељак. Обичај је да запослени у јавном сектору добијају ускршње бонусе на поклон од државе.
У земљама Комонвелта Ускрс је ријетко државни празник, као што је случај са прославама које падају у недељу. У Уједињеном Краљевству и Велики петак и Ускршњи понедељак су државни празници, осим у Шкотској, гдје је само Велики петак државни празник. У Канади, Ускршњи понедељак је законски празник за федералне запослене. У канадској провинцији Квебек, или Велики петак или Ускршњи понедељак су законски празници (иако већина компанија даје оба).
У Аустралији се Ускрс везује за вријеме жетве. Велики петак и Ускршњи понедељак су државни празници у свим државама и територијама. Ускршња субота (субота прије Ускршње недеље) је државни празник у свакој држави осим Тасманије и Западне Аустралије, док је сама Ускршња недеља државни празник само у Новом Јужном Велсу. Ускршњи уторак је додатно условни државни празник на Тасманији, који варира између награда, а такође је био државни празник у Викторији до 1994. године.
У Сједињеним Државама, пошто Ускрс пада у недељу, која је већ нерадни дан за федералне и државне службенике, није одређен као савезни или државни празник. Ускршње параде се одржавају у многим америчким градовима, укључујући свечане шетајуће поворке.
У Србији нерадни дани су Велики петак, Ускршња недеља и Ускршњи понедељак, посебно за припаднике православне вјероисповијести, а посебно за припаднике католичке и осталих група, уколико Ускрс није истог датума. У Црној Гори су такође нерадни дани Велики петак, Ускршња недеља и Ускршњи понедељак. У Србији и Црној Гори неке од традиција су да се Велики четвртак углавном проводи са породицом, док се на Велики петак фарбају јаја и врше се литургије; јутарња литургија обиљежава вријеме када је Исус ухваћен, први сат означава његов долазак пред Понтија Пилата, трећи сат означава тренутак када је осуђен, шести сат означава вријеме које је провео на крсту, док вечерња литургија означава скидање његовог тијела са крста. Велики петак је дан поста који се широко поштује; једу се углавном риба, кромпир, пасуљ и друго поврћа, као и поједини слаткиши. На Ускрс се обично посјећују породица и пријатељи, носе се јаја на поклон, док и дјеца и одрасли бирају јаје са којим ће да се куцају како би побиједили остале.
У Словачкој и у Мађарској кроз историју је постојао обичај да се дјевојке поливају водом и шибају украшеним гранчицама врбе, јер по вјеровању гранчице врбе треба да јој пренесу виталност и плодност.

### Велики петак
Припреме за Ускрс се разликују од обичаја до обичаја. Традиционално почињу на Велики четвртак, дан причешћа, а настављају се Великим петком, на дан када је Исус из куће првосвјештеника Кајафе одведен до римског прокуратора Понтија Пилата, који га је осудио на распеће на крсту. Исус је разапет и умро је на Голготи, брду изван Јерусалима. По предању, пред смрт је рекао: „Оче, опрости им. Не знају шта раде.“
Свјештеници у православним црквама износе црвену плаштаницу и полажу је испред олтара. До суботе увече, вјерници могу да плаштаницу цјеливају (вјерски мотивисано љубљење). На Велики петак се не служе литургије, а то је дан строгог поста, током кога хришћани не конзумирају маст без обзира на поријекло и сви се послови у домаћинству обустављају.

### Дани Ускрса
Након Великог петка слиједи Велика субота, други дан хришћанске жалости. Тај дан је Исус провео у Хаду и вјерници га обиљежавају у молитви и тишини. То је уједно и последњи дан недеље страдања и смрти. Поноћном Ускршњом литургијом завршавају се дани жалости и почиње празник васкрснућа.
Недеља је први дан Ускрса, дан када је Исус васкрсао, а током тог дана православни хришћани се поздрављају ријечима „Христос васкрсе”, на шта се одговара „Ваистину васкрсе”, што су поздрави преузети из српскословенског језика. Распрострањени су и они преузети из рускословенског, а то су поздрав „Христос воскресе” и отпоздрав „Воистину воскресе”. Славе се и други (Ускршњи понедељак) и трећи дан Ускрса (Ускршњи уторак), а цијела та седмица назива се Великом, односно Страсном недељом. Православни хришћани Ускрс прослављају Светом литургијом, а католици Светом мисом.

### Ускршња јаја
На Велики петак фарбају се ускршња јаја, најчешће црвеном бојом. Јаје је древни симбол новог живота и препорода. У хришћанству је постао повезан са Исусовим распећем и васкрсењем. Обичај ускршњег јајета настао је у старохришћанској заједници Месопотамије, која је бојала јаја у црвено у знак сјећања на крв Христову, проливену приликом његовог распећа. Као такво, за хришћане, ускршње јаје је симбол празног гроба. Најстарија традиција је употреба фарбаних кокошјих јаја. Прво црвено јаје које се офарба у неким културама се назива чуваркућа или страшник. Ставља се на посебно мјесто у кући, обично близу иконе и кандила. Боје које се користе могу бити индустријске, природне (луковина, латице и листови биљака), а украси, ако се стављају, варирају од течних боја до шљокица, украсних фолија и наљепница. У Србији и Црној Гори за фарбање јаја често се користе лук, разни цвјетови и першун. Према традицији, на јаја се стави цвијет, дјетелина, лук или першун, а затим се умотају у најлонску чарапу и ставе да се кувају. Неке породице трљају црвено јаје од образе своје дјеце као средство заштите здравља, док је у неким дјеловима Србије традиција да се закопа у њиву ради заштите усјева.
Код источних Словена, углавном код Пољака и Украјинаца, јаја се фарбају пчелињим воском и бојама и добили су име писанке. У Источној православној цркви ускршња јаја благосиља свјештеник, како у породичним корпама заједно са другом храном забрањеном током Великог поста, тако и сама јаја за подјелу у цркви или негдје другдје.
Ускршња јаја су веома популаран симбол новог живота међу православним хришћанима, али и у народној традицији у словенским земљама и другдје. Процес украшавања налик на батик познат као писанка производи замршена, сјајно обојена јаја. Прослављене радионице Фабержеове куће стварале су Фабержеова ускршња јаја украшена драгуљима за руску царску породицу од 1885. до 1916. године.
Савремени обичај у западном свијету је да се умјесто фарбаних поклањају јаја и друге фигуре од чоколаде или пластична јаја пуњена слаткишима као што је желе; колико се људи одрекне слаткиша током своје великопосне жртве, појединци их уживају на Ускрс након што су се уздржавали од њих током претходних четрдесет дана Великог поста.
Производећи своје прво ускршње јаје 1875. године, британска чоколадна компанија Cadbury спонзорише годишњи лов на ускршња јаја који се одржава на преко 250 локација Националног фонда у Уједињеном Краљевству. На Ускршњи понедељак, предсједник Сједињених Држава држи годишњу традицију ролања ускршњих јаја на травњаку Бијеле куће за малу дјецу.

### Ускршњи зец
Преузет из паганских обичаја, у западним културама јаја „доноси” ускршњи зец, што је обичај који потиче из Њемачке од почетка 16. вијека. Према легенди из англосаксонских крајева, богиња прољећа и поновног рођења Еостре је једне године закаснила са доласком на земљу и зима је трајала до маја. Када је дошла нашла је промрзлу птицу, коју је претворила у зеца како би је крзно гријало. Пошто је зец настао од птице, он је снио јаје за њу и дочекивао би је са јајетом сваке године када би дошла на земљу.
Дјеца стављају своје празне корпе да их ускршњи зец попуни док спавају, а када се пробуде нађу своје корпе пуне јаја од слаткиша и других посластица. Ускршњи зец је популарни легендарни антропоморфни ускршњи лик који даје поклоне аналоган Деда Мразу у америчкој култури и Божић бати у источним културама. Многа дјеца широм свијета прате традицију фарбања тврдо куваних јаја и давања корпи са слаткишима. Кроз историју, лисице, ждралови и роде су такође понекад називани мистичним створењима. Пошто је зец штеточина у Аустралији, Ускршњи Билби је доступан као алтернатива.

## У популарној култури
Марк-Антоан Шарпантје је компоновао музику за Ускрс, међу којима су Миса за Ускршњу суботу, Проза за Ускрс, Радосна ускршња пјесма, О дјецо и За Ускрс. О Ускрсу су компоновали и бројни други композитори, међу којима су Јохан Себастијан Бах, Дитрих Букстехуде, Георг Филип Телеман, Николај Римски-Корсаков, Шарл Гуно и Сергеј Рахмањинов.
Снимљене су и бројне пјесме за дјецу о Ускрсу, међу којима је Ускршње јутро хора Чаролија. Музичка група Ступови снимила је 2011. пјесму Христос воскресе радост донесе, у оквиру акције обнове манастира Ђурђеви ступови, а текст је написан према ријечима Светог Николаја Охридског и Жичког. Пјесму је касније отпјевала и Даница Црногорчевић.
Мартин Лутер је написао химну о Ускрсу под називом Христ је лежао у оковама смрти.
О Ускрсу су снимљени и бројни филмови, од којих се за једне од најбољих сматрају Страдање Христово и Бен Хур, који је освојио 11 Оскара, што је рекорд који су касније изједначили само Титаник и Господар прстенова.